# Ferenc Keserű
Ferenc Keserű, född 27 augusti 1903 i Budapest, död 16 juli 1968 i Budapest, var en ungersk vattenpolospelare.
Keserű blev olympisk guldmedaljör i vattenpolo vid sommarspelen 1932 i Los Angeles.